# L'étoile (AOC)
Pour les articles homonymes, voir L'Étoile.
Un l'étoile est un vin blanc d'appellation d'origine contrôlée produit autour de L'Étoile, dans le département du Jura. Il s'agit d'une petite appellation en surface, ne représentant que 4 % de celle du vignoble du Jura.

## Histoire
L'appellation l'étoile est reconnue officiellement par un décret le 31 juillet 1937. Depuis 2001, le vin mousseux produit sur la zone ne peut plus s'appeler « l'étoile » car il est englobé dans la nouvelle appellation crémant du Jura. Le cahier des charges a été modifié dernièrement, en octobre 2009, septembre 2011 et février 2013.

### Étymologie
L'appellation tire son nom des cinq collines (comme les branches d'une étoile) entourant le village de L'Étoile ainsi que des très nombreux fossiles d'étoiles de mer concentrés sur cette zone.

## Vignoble
L'aire d'appellation concerne quatre communes : L'Étoile, Plainoiseau, Quintigny et Saint-Didier.
Selon les Douanes, la superficie revendiquée en 2023 sous l'appellation est de 83 hectares, dont 80,9 ha pour du blanc sec et 2,43 ha pour du vin de paille. En 2008, la surface était de 56 hectares.

### Géologie et orographie
Le sous-sol est constitué de marnes rouges et grises.

### Encépagement
Les « l'étoile » blancs peuvent être produits avec les cépages suivants :
- comme cépages principaux (minimum 80 % de l'encépagement), le chardonnay B[2] et/ou le savagnin B ;
- comme cépage accessoire, le poulsard N (appelé localement ploussard).

Pour les côtes-du-jura avec la mention « vin de paille », sont autorisés le chardonnay B, le poulsard N et le savagnin B.
Pour les côtes-du-jura avec la mention « vin jaune », le seul cépage autorisé est le savagnin B.

## Vins
Les vins portant l'appellation l'étoile se vinifient uniquement en blanc, en vin de paille ou en vin jaune (les rouge et rosé produit n'ont pas droit à l'appellation, passant sous l'appellation régionale côtes-du-jura).
Le vin de paille doit être récolté manuellement, par tries sélectives.
Le rendement est limité par le cahier des charges à un maximum de 60 hectolitres par hectare, tandis que le vin de paille ne doit pas dépasser les 20 hl/ha. Le rendement butoir est fixé à 72 hl/ha. Le rendement réel a été en moyenne en 2023 de 47 hl/ha pour le blanc et de 7 hl/ha en vin de paille.
La production déclarée en 2023 a été d'un total de 3 814 hectolitres (un hectolitre = 100 litres = 133 bouteilles de 75 cl), dont 3 797 hl de blanc et 16,97 hl de vin de paille. En 2008, la production était de 2 345 hectolitres.

### Gastronomie
Le blanc sec est souvent décrit comme frais ; quant il est fait avec du chardonnay, il est jaune pâle avec un nez qui peut être floral (acacia) ou fruité, tandis que celui issu du savagnin a une robe de couleur jaune paille avec des arômes évoquant un peu la noix et le miel. Il se conservera cinq ans ; à servir en accompagnement de crustacés, d'un poisson, d'un plats à la crème ou d'un mont-d'or.
Le vin de paille exprime des arômes de fruits confits (orange, miel ou pruneau). Il se conserve une décennie ; sa douceur conviendra aux apéritifs et aux desserts.
Le vin jaune est un vin blanc sec de couleur dorée soutenue. Il s'agit d'un vin puissant, au nez et au goût intenses, avec une grande longueur en bouche : son « goût de jaune » rappelle les fruits secs (la noix fraîche en particulier), la pomme très mûre, les fruits confits et les épices (curry, cannelle, vanille ou muscade). Il se conserve sans problème durant un demi-siècle, s'accordant notamment avec un coq au vin jaune ou du comté.